# رودني سانتوس
رودني سانتوس مواليد 30 مايو 1973 في بولاكان، الفلبين، هو مدرب كرة سلة فلبيني ولاعب سابق. بدأ مسيرته الاحترافية في سنة 1996. مثّل منتخب بلاده. اعتزل اللعب في 2009.

## المسيرة الاحترافية
لعب مع ستار هوتشوتز في سنة 1996، ثم لعب مع ألاسكا أيسز من سنة 1997 إلى 2002، ثم لعب مع ستار هوتشوتز في سنة 2003، ثم لعب مع بارانجي جينبرا سان ميغيل من سنة 2004 إلى 2008، ثم لعب مع باوريد تايغرز في موسم 2008–2009.